# Georges-Vanier (metrostation)
Georges-Vanier is een metrostation in het stadsdeel Le Sud-Ouest van de Canadese stad Montréal. Het metrostation werd geopend op 28 april 1980 en wordt bediend door de oranje lijn van de metro van Montréal. De naam verwijst naar Georges Vanier, gouverneur-generaal van Canada van 1959 tot 1967.